# Elof Steuch
Elof Steuch, född 1687 i Härnösand, död 1 juni 1772 på Oby, var en svensk professor.

## Biografi
Elof Steuch var son till ärkebiskop Mattias Steuchius och Anna Tersera från Bureätten, samt bror till Johannes Steuchius som sedermera skulle efterträda fadern som ärkebiskop. När han föddes var emellertid fadern ännu inte ärkebiskop, utan superintendet i Härnösands stift. När fadern 1694 blev biskop i Lunds stift flyttade familjen till Skåne, och Elof kom därför att studera vid Lunds universitet, där han 1706 promoverades till filosofie magister. Efter att han 1710 blivit praepositus vid kommuniteten i Lund, utsågs han 1713 till professor i grekiska vid universitetet där.
År 1719 hade fadern blivit ärkebiskop, och Elof och hans syskon adlades med namnet Steuch för dennes förtjänster. Samma år introducerades Elof Steuch (och hans bröder) på Riddarhuset på nummer 1582, samt utsågs till professor i matematik vid universitetet i Uppsala. Efter adlandet skrev sig Steuch till Dufveke i Halmstad och Oby i Blädinge socken. Han erhöll avsked från universitetet 1728 med titeln av kommerseråd.
Elof Steuch var gift två gången. Han gifte sig första gången 1715 Elisabeth Hedvig Rosencrantz som var dotter till en överstelöjtnant. I äktenskapet föddes Steuchs ende son, Mattias, som bara blev ett år gammal. Första hustrun avled efter fem års äktenskap. Steuch gifte om sig 1731 med danskan Anna Christina Juel, dotter till Fredric Juel. I äktenskapet föddes två döttrar varav den första avled späd, och den andra, Sophia Elisabeth, gifte sig med greve Carl Gustaf Mörner af Morlanda.